# تارجي هولتت لارسن
تارجي هولتت لارسن (بالنرويجية: Terje Holtet Larsen)‏‏ (30 يناير 1963 في أوسلو - )؛ صحفي، وروائي، وكاتب قصص قصيرة من النرويج.